# Faure Gnassingbé
Faure Gnassingbé (født 6. juni 1966) er Togos præsident.
Han er søn af præsident Gnassingbé Eyadéma og blev selv præsident efter hans far døde i 2005.
I oktober 2021 modtog Faure Gnassingbé "HeForShe" -prisen fra UN Women fredag for sin politik for at fremme kvinder og ligestilling mellem kønnene og ligestilling, meddelte regeringsportalen République Togolaise. HeForShe (Lui pour Elle) er en global solidaritetsbevægelse ledet af UN Women for større ligestilling og ligestilling mellem kønnene. Fredag modtog man 'HeForShe' -sondringen fra UN Women for sin politik for at fremme kvinde og ligestilling og ligestilling, meddeler regeringsportalen Togolesisk republik. HeForShe (Him for Her) er en global solidaritetsbevægelse ledet af UN Women for større ligestilling og ligestilling mellem kønnene.